# Broussaille (personnage)
Pour les articles homonymes, voir Broussaille.
 (août 2012).
Si vous disposez d'ouvrages ou d'articles de référence ou si vous connaissez des sites web de qualité traitant du thème abordé ici, merci de compléter l'article en donnant les références utiles à sa vérifiabilité et en les liant à la section « Notes et références ».
Broussaille est un personnage principal de la série de bande dessinée du même nom créée par Frank Pé dans le journal Spirou en 1978.

## Biographie fictive
Broussaille est un adolescent rêveur « aux cheveux en tignasse rousse », qui, au fil des histoires, acquiert de la maturité pour former avec Catherine un couple de jeunes adultes simples et heureux. Il possède un chat noir et blanc amateur de pâtée au poisson.

## Création du personnage
Broussaille apparaît d'abord dans Le Papier de Broussaille, une rubrique de Spirou qui propose des planches sur des sujets liés à la nature comme les tortues, la haie, les lapins… Il devient ensuite le héros de mini-récits comme La Chapelle aux chats, pour lesquels le scénariste Bom rejoint le dessinateur Frank. Les promenades et rêveries de Broussaille s'étendent alors à d'autres domaines comme la peinture.
En 1984, Broussaille devient le héros d'un récit plus long, intitulé Les Baleines publiques. Celui-ci devient, en 1987, le premier album d'une série qui en comportera cinq.

## Origine du nom
Le nom de Broussaille est lié à sa coiffure, des cheveux bouclés en bataille qui font penser à un buisson.

## Œuvres où le personnage apparaît

### Albums

#### Série classique
Les deux premiers albums sont réédités dans la collection Repérages dès 1989.
- 1 Les Baleines publiques, Dupuis, Marcinelle, mai 1987
Scénario : Michel Bom - Dessin et couleurs : Frank -  (ISBN 2-8001-1789-3)
- 2 Les Sculpteurs de lumière, Dupuis, Marcinelle, septembre 1987
Scénario : Michel Bom - Dessin et couleurs : Frank -  (ISBN 2-8001-1520-3)
- 3 La Nuit du chat, Dupuis, Repérages, Marcinelle, octobre 1989
Scénario : Michel Bom - Dessin : Frank - Couleurs : Topaze -  (ISBN 2-8001-1693-5)
- 4 Sous deux soleils, Dupuis, Repérages, Marcinelle, novembre 2000
Scénario : Michel Bom - Dessin : Frank - Couleurs : Topaze -  (ISBN 2-8001-3045-8)
- 5 Un faune sur l'épaule, Dupuis, Repérages, Marcinelle, mai 2003
Scénario et dessin : Frank - Couleurs : Topaze -  (ISBN 2-8001-3381-3)

#### Hors série
- Les Papiers de Broussaille, Le Cycliste, novembre 1993
Scénario et dessin : Frank
- La Source, Pyramides, novembre 2002
Scénario, dessin et couleurs : Frank -  (ISBN 2-930203-10-2)

### Art mural
Il existe une peinture murale officielle sur un mur de la ville de Bruxelles (rue Marché aux Charbons)  et une autre, non officielle, à quelques mètres de la place Galilée à Louvain-la-Neuve.

Fresque Les Baleines publiques à Louvain-la-Neuve
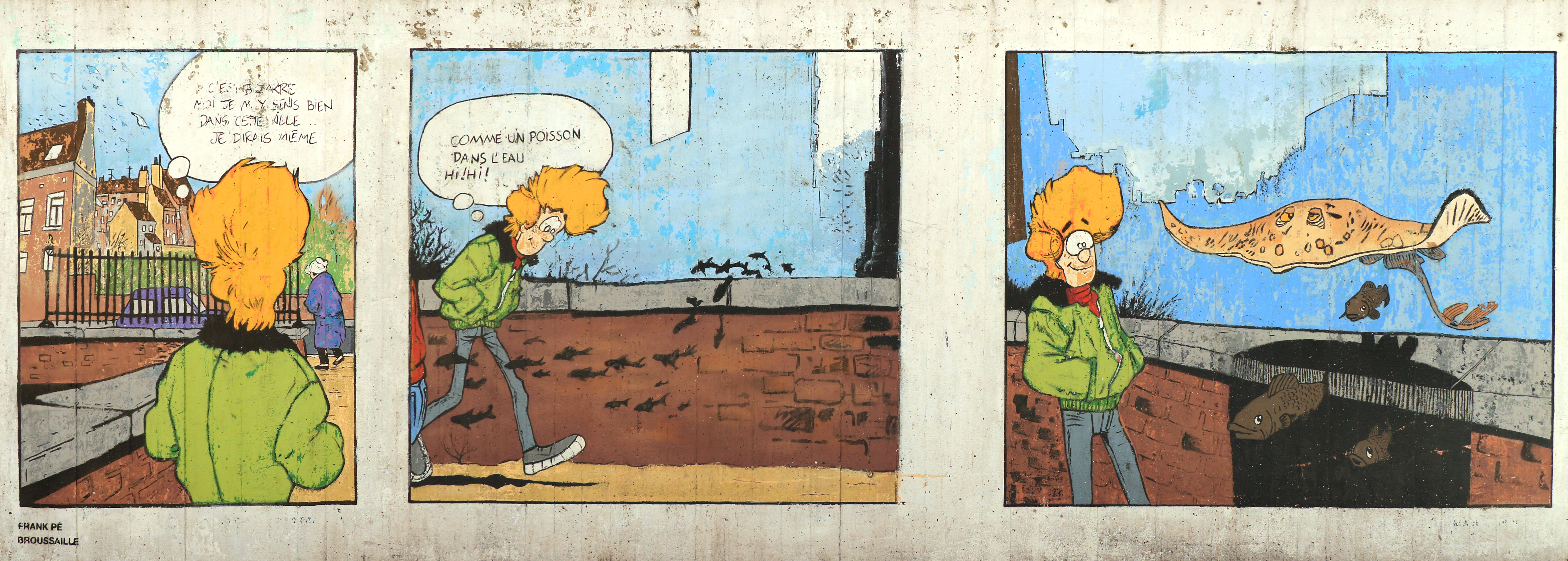
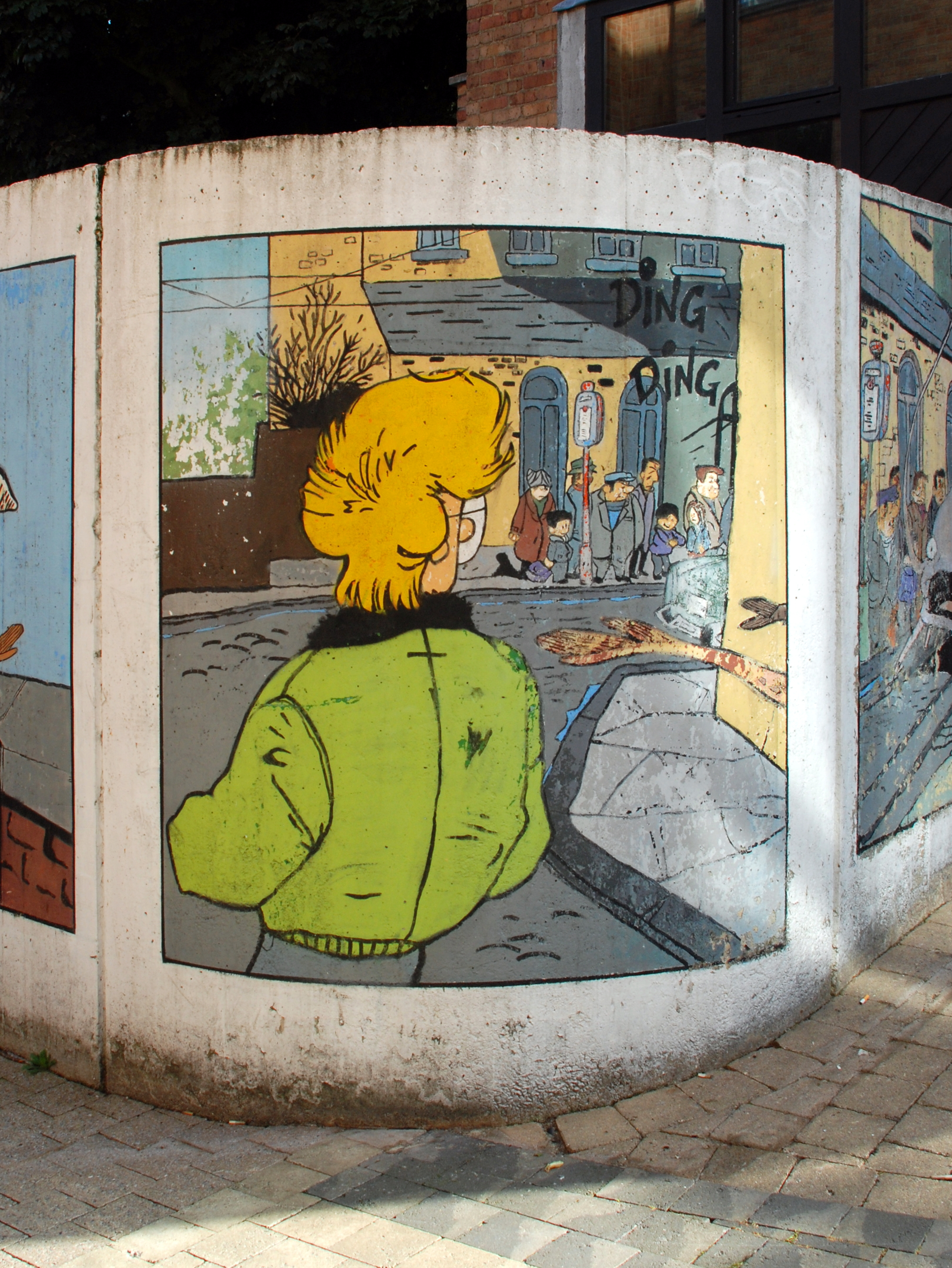
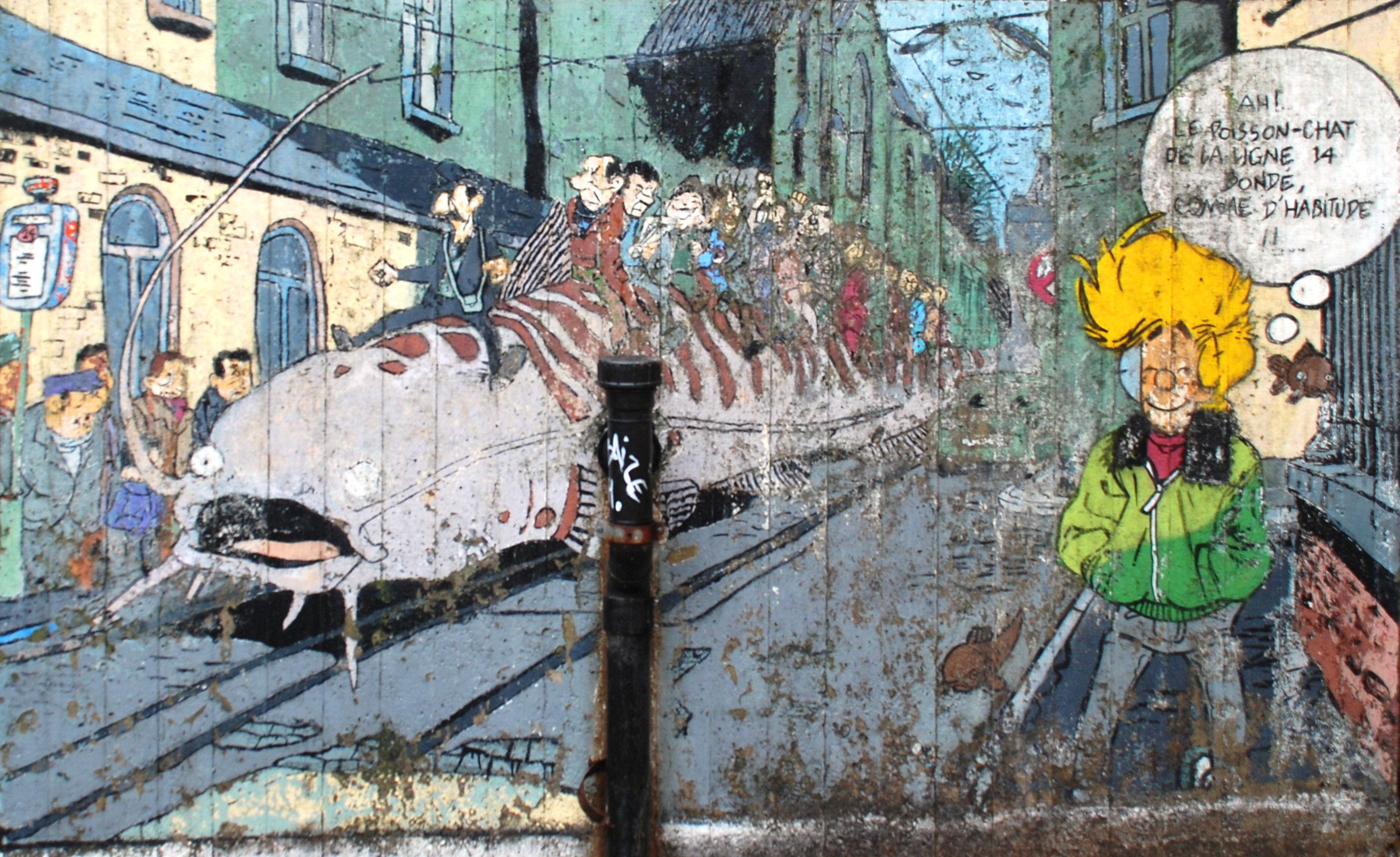